# 圆冠榆
圆冠榆（学名：Ulmus densa）为榆科榆属的植物。分布于俄罗斯以及中国大陆的新疆等地，属中国原产的植物（非从国外引种）。